# Gare de Sarrians - Montmirail
La gare de Sarrians - Montmirail est une gare ferroviaire de la ligne d'Orange à l'Isle - Fontaine-de-Vaucluse, mise en service en 1894 par la Compagnie des chemins de fer de Paris à Lyon et à la Méditerranée. Comme la ligne, la gare est fermée au service des voyageurs en 1938 et à celui des marchandises en 1988.
La gare, désaffectée, est maintenant située sur la voie verte, aménagée par le conseil départemental, sur la plateforme de l'ancienne ligne. Elle est en relation avec la Via Rhôna (autre voie verte reliant le lac Léman à la Méditerranée).

## Situation ferroviaire
Établie à 50 mètres d'altitude, la gare de Sarrians - Montmirail est située au point kilométrique (pk) 11,159 de la ligne d'Orange à l'Isle - Fontaine-de-Vaucluse (fermée et déclassée), entre la halte de Pied-Card et la gare d'Aubignan - Loriol.

## Histoire
Le projet de gare à Sarrians est renommé « gare de Sarrians-Montmirail » le dimanche 30 juillet 1993 par décision ministérielle. La station de Montmirail-les-Bains, sur le territoire de la commune de Gigondas, fête cette décision.

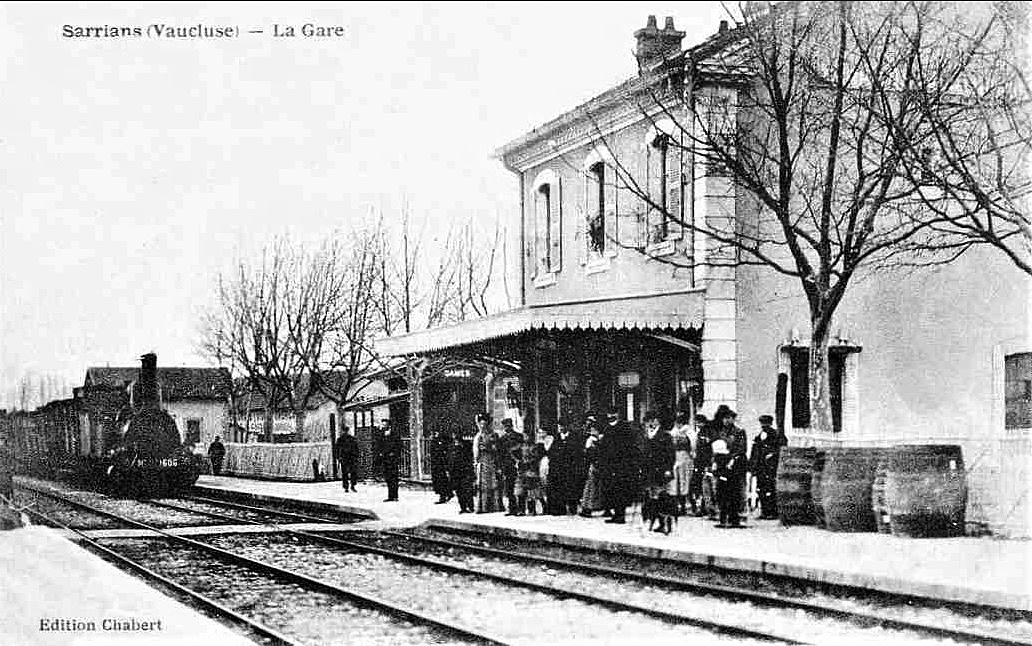
La gare au début des années 1900.

La gare de « Sarrians-Montmirail » est mise en service le 3 novembre 1894 par la Compagnie des chemins de fer de Paris à Lyon et à la Méditerranée, lorsqu'elle ouvre à l'exploitation sa ligne d'Orange à l'Isle-sur-Sorgue avec, outre la gare de Sarrians, les gares de Joncquières, d'Aubignan-Loril, de Pernes et de Velleron, ainsi que la halte de Pide-Card,,.
Dans son édition publiée en 1893, le Guide pratique des eaux minérales de la France et de l'étranger indique à la rubrique Montmirail que l'établissement central de la station (eau sulfatée sodique et magnésienne froide) est desservie par la compagnie du chemin de fer de Lyon à la « gare de Sarrians » après un voyage en train de quatorze heures depuis Paris. À la gare un service de Voiture d'Orange à Montmirail transporte les curistes en une heure et vingt-cinq minutes.
En 1901, une nouvelle voie de débord est établie en gare.
Le service des primeurs est amélioré en 1923.
En 1930, le Conseil général s'aperçoit que les avenues de la gare du département ne sont pas classées dans les chemins de grande communication. Au Conseil général une proposition de correction, d'un « oubli », est proposée en 1931, l'« avenue de la gare de Sarrians » est ajoutée à la liste par l'ingénieur en chef Hugues. L'avenue de la gare de Sarrians définie : « C. V. O. 5 bis de Sarrians sur une longueur de 148 m sous le n° 168 et la désignation « Avenue de la Gare de Sarrians » ». En 1932, le Conseil général fait état d'une dépense de 3 000 fr pour une dépense de remise en états de l'avenue de la gare de Sarrians, comprenant le rechargement et de menus travaux.
En janvier 1933, une « bascule automatique pour char à ponts » est installée en gare.
Le service des voyageurs est fermé sur la ligne le 3 novembre 1938 et celui des marchandises en juin 1988. La ligne est déclassée, entre Orange et Carpentras le 20 mars 1995.

## Patrimoine ferroviaire
L'inauguration du premier tronçon de l'aménagement cyclable Via Venaissia, a lieu le 15 juillet 2014 devant l'ancienne gare, en présence notamment d'Alain Gabert, représentant le Conseil régional, de Claude Haut, le président du Conseil général, d'Anne-Marie Bardet, maire de Sarrians. La gare de Sarrians, marque alors une extrémité provisoire de cette voie qui emprunte l'ancienne plateforme de la ligne ferroviaire.

La gare sur la voie verte, en 2015
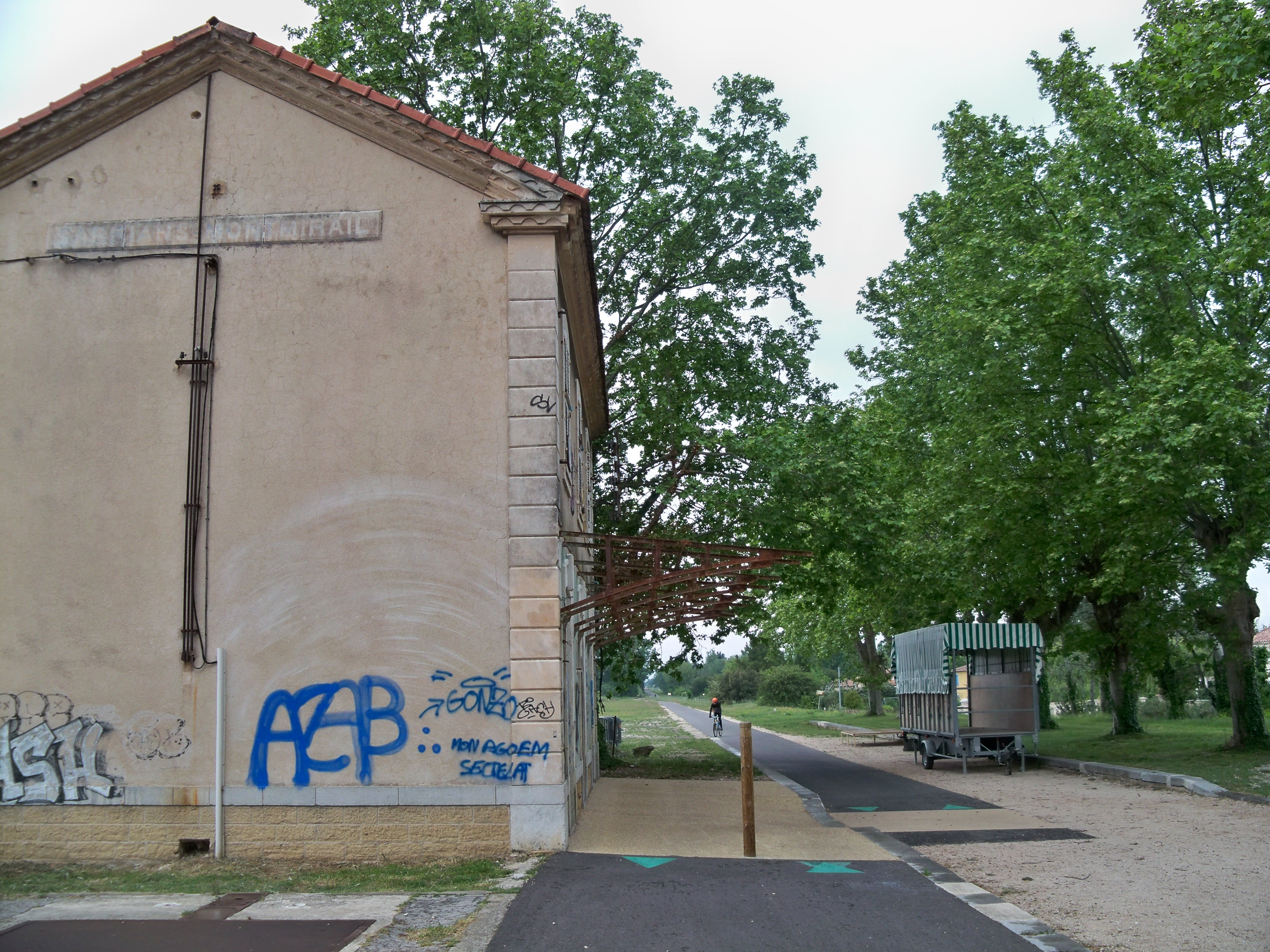
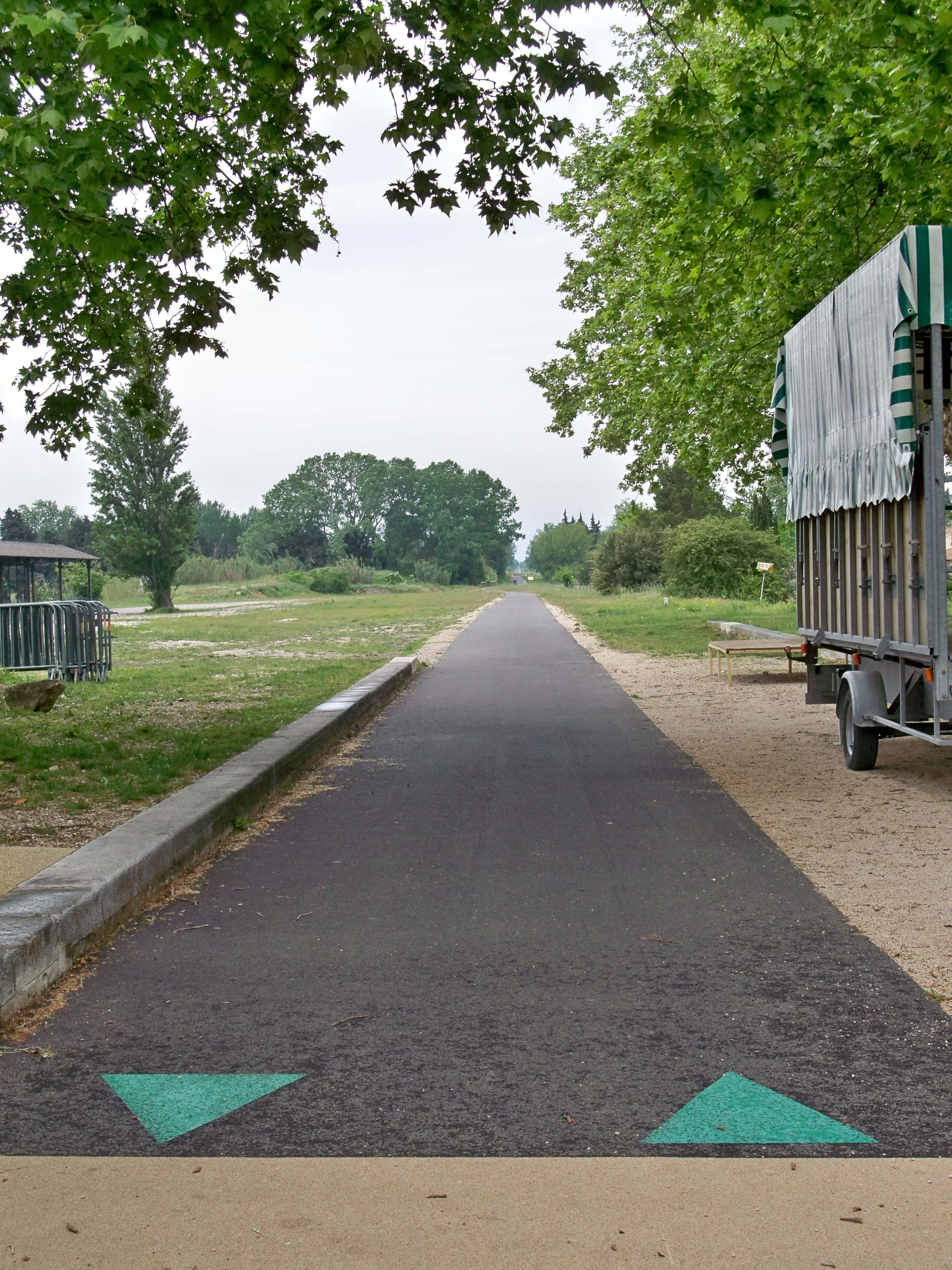
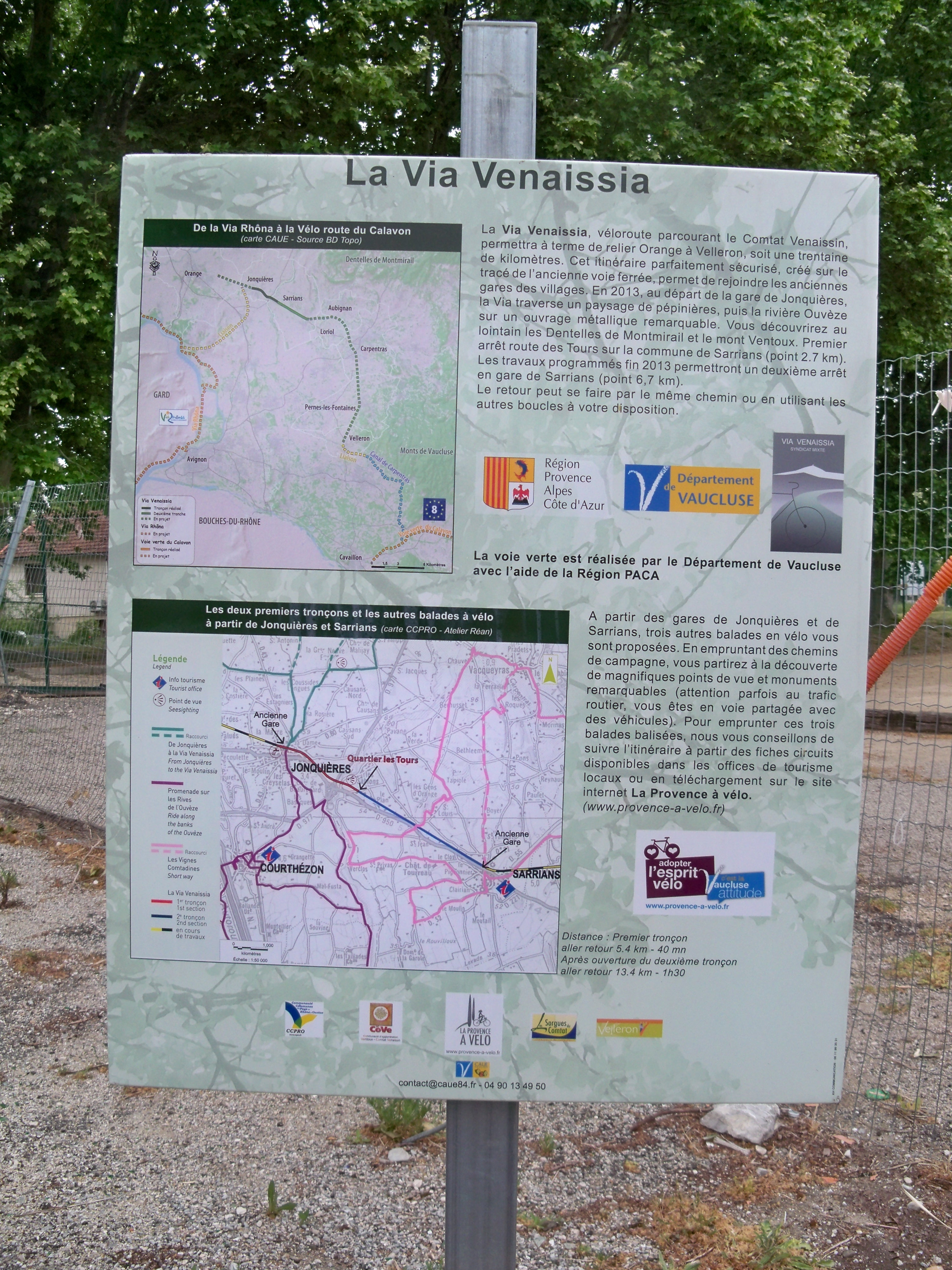

## Projet
Le Syndicat de la Via Venaissia propriétaire de la gare, recherche un investisseur afin de donner une seconde vie au lieu et lance un appel à projets en 2022,. L'appel est renouvelé en 2024.